# William Diller Matthew
William Diller Matthew (19 februari 1871 - 24 september 1930) was een Canadees-Amerikaans paleontoloog die zich meestal bezighield met de fossielen van zoogdieren, hoewel hij ook een aantal artikelen en boeken heeft gepubliceerd die te maken hadden met onder andere dinosauriërs, mineralen en botanie. Ook beschreef hij Tetraceratops insignis.
Matthew werd geboren te Saint John, New Brunswick, in Canada als zoon van de douanier George Frederic Matthew en Katherine (Diller) Matthew. Zijn vader was een amateurgeoloog en -paleontoloog, auteur van verschillende wetenschappelijke artikelen, die zijn zoon tijdens vele excursies inzichten verschafte in de biologie en liet interesseren in aardwetenschappen. William was een vroegrijp kind dat al op dertienjarige leeftijd zijn middelbareschoolopleiding afrondde. Daarna werkte hij drie jaar als klerk op een advocatenkantoor tot hij in 1877 oud genoeg was om zich te laten inschrijven aan het New Brunswick College waar hij zijn bachelor's degree in twee jaar haalde. In 1889 ging hij studeren aan de Columbia University in New York, meer bepaald de Columbia University School of Mines, waar hij in 1894 zijn master's degree haalde. Hoewel Matthew van nu af aan in de Verenigde Staten van Amerika bleef wonen, zou hij nooit zijn Canadese nationaliteit opgeven. In 1894 volgde hij een doctoraalopleiding paleontologie bij Henry Fairfield Osborn. Hij behaalde de graad van Doctor of Philosophy in 1895. Hij ging onder Osborn werken bij het American Museum of Natural History, eerst als assistent paleontologie der gewervelden. Een van zijn eerste taken daar was het catalogiseren van de enorme collectie van Edward Drinker Cope. Langzaam steeg hij op in de rangen: in 1898 werd hij assistant curator, in 1902 asociate curator, in 1911 vol conservator. Uiteindelijk was hij tussen 1922 en 1927 hoofdconservator Earth Sciences. Op dat moment bestuurde hij in feite de hele geologieafdeling. Matthew was een vertrouweling van Osborn en werd in de meeste van diens beslissingen gekend. Wetenschappelijk liepen de opvattingen van de twee echter steeds verder uiteen. Matthew verwierp de orthogenetica die Osborn aanhing en raakte ook geërgerd door de Hesperopithecus-affaire waarin Osborn tanden van Prosthennops als die van een oermens beschreef, hoewel Matthew daar al vele jaren eerder voor gewaarschuwd had.
In 1927 kwam het tot een breuk en werd Matthew een lid van de Royal Society of London en professor en hoofd van de faculteit paleontologie aan de University of California. Tegelijk was hij daar directeur van het University of California Museum of Paleontology. In de lente van 1930 kreeg Matthew, die in 1918 bijna bezweken was aan de Spaanse griep, een nierziekte en stierf na een operatie waarin een nier verwijderd werd op 24 september in San Francisco.
Matthew was een expert op het gebied van de evolutie van de zoogdieren. Matthew meende dat superieure zoogdieren de Aarde van de koudere noordelijke continenten uit gekoloniseerd zouden hebben, met als centrum Tibet, een hypothese die uitgewerkt werd in zijn hoofdwerk Climate and Evolution uit 1915. Daarin was hij een tegenstander van de theorie van de verschuiving der continenten van Alfred Wegener maar verwierp ook de hypothese van landbruggen die de werelddelen verbonden zouden hebben. In plaats daarvan meende hij dat natuurlijke vlotten van planten het middel waren geweest waarmee de invasies hadden plaatsgevonden. Voor het museum deed Matthew ook aan het onderwijzen van het grote publiek door het schrijven van populair-wetenschappelijke boeken. Het bekendste daarvan was Dinosaurs with special reference to the American museum collections uit 1915, het eerste grotere boek dat speciaal aan dinosauriërs gewijd was. Het zou voor langere tijd het beeld van die diergroep bepalen.
Matthew huwde op 15 juli 1905 de vijf jaar jongere Kathleen Lee en had twee dochters, Elizabeth Lee (1906) en Margaret Mary (1911), en een zoon William Pomeroy (1914). Het echtpaar woonde van 1907 af, gedurende hun tijd in New York, in Hastings-on-Hudson. Margaret trouwde in 1933 de grote Amerikaanse paleontoloog Edwin Harris Colbert. Colbert schreef een biografie van Matthew waarin hij hem omschreef als tenger van postuur, bleek van gelaat met rossige wangen, met zandkleurig haar en bruine ogen.